# Heinz Dieterich
Heinz Dieterich ou Heinz Dieterich Steffan (nascido em 1943) é um sociólogo e analista político alemão, atualmente residindo no México. Ele é mais conhecido por seus ideais de esquerda. O sociólogo contribui para vários periódicos e publicou mais de 30 livros sobre conflitos na América Latina, sobre a sociedade global e sobre as controvérsias ideológicas que caracterizaram o século XX, entre outros temas filosóficos e científicos sociais. É conhecido também por ter cunhado o termo Socialismo do século XXI para se referir à guinada à esquerda na América Latina.

## Biografia
Dieterich nasceu em 1943, em Rotenburg an der Wümme. Após completar seus estudos universitários em sociologia nas cidades de Frankfurt e Bremen, mudou-se para a América Latina. Desde 1977 é professor de sociologia e metodologia na Universidad Autónoma Metropolitana na Cidade do México. Desde então, tem demonstrado grande interesse pela política e por movimentos sociais na América Latina, tendo documentado grande parte de suas atividades.